# Palacio de los Menéndez Pola
La Casa de la familia Menéndez Pola es un palacio situado en la localidad de Luanco, en el concejo asturiano de Gozón (España).

## Descripción
Es Monumento Histórico Artístico
y fue construido entre los siglos XVII y XVIII por la familia nobiliaria más importante de la zona. Destacan sus dos torres en los extremos de la fachada principal. Es de planta cuadrada y las dependencias se distribuyen en torno a un patio central, con columnas toscanas en el patio de abajo. En su fachada principal  destaca la puerta con dintel sobre pilastras de fuste acanaladas, sobre ella tres balcones de cuerpo central con salientes y con voladizo. A la derecha e izquierda están los escudos. La torre izquierda tiene un corredor de madera. El resto de las fachadas son más austeras, excepto la que asoma al jardín con una amplia galería abierta al segundo piso.
El palacio está ocupado parcialmente y parte del edificio presenta un mal estado de conservación. Forma un conjunto histórico junto a la iglesia de Santa María.
A pesar de su declaración como BIC, nunca se abre al público.

## Galería

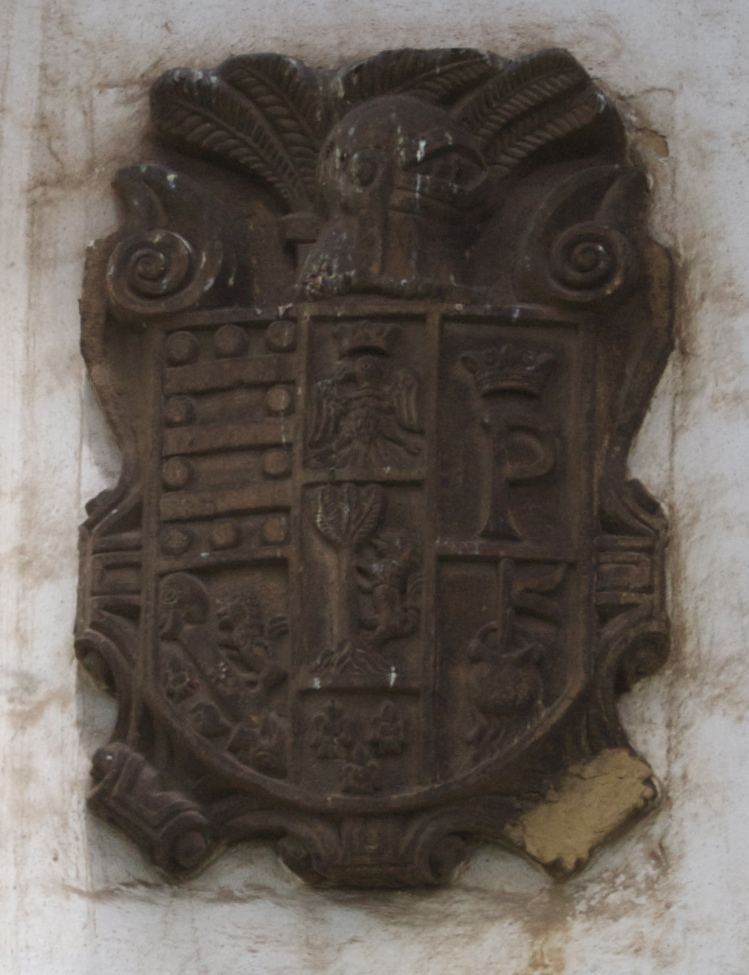
Escudo de la familia Pola.
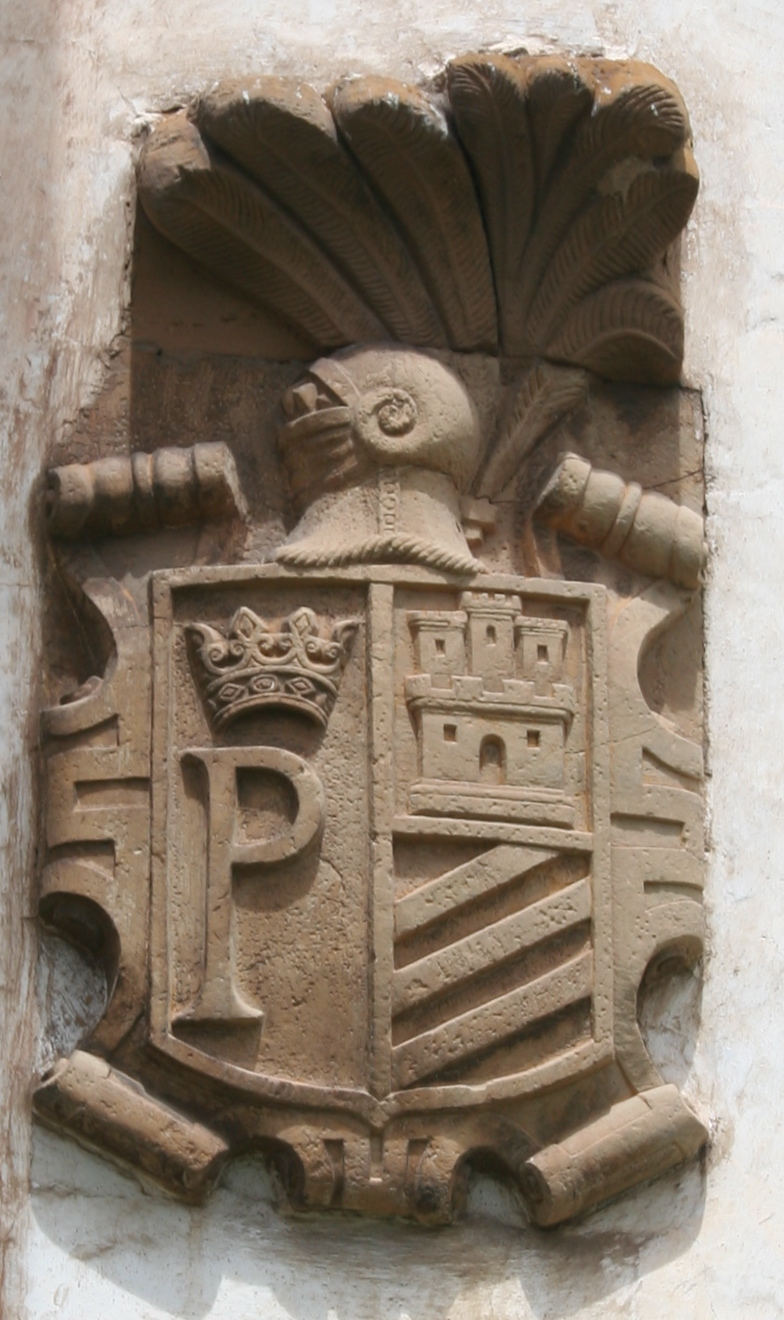
Escudo de la familia Pola.
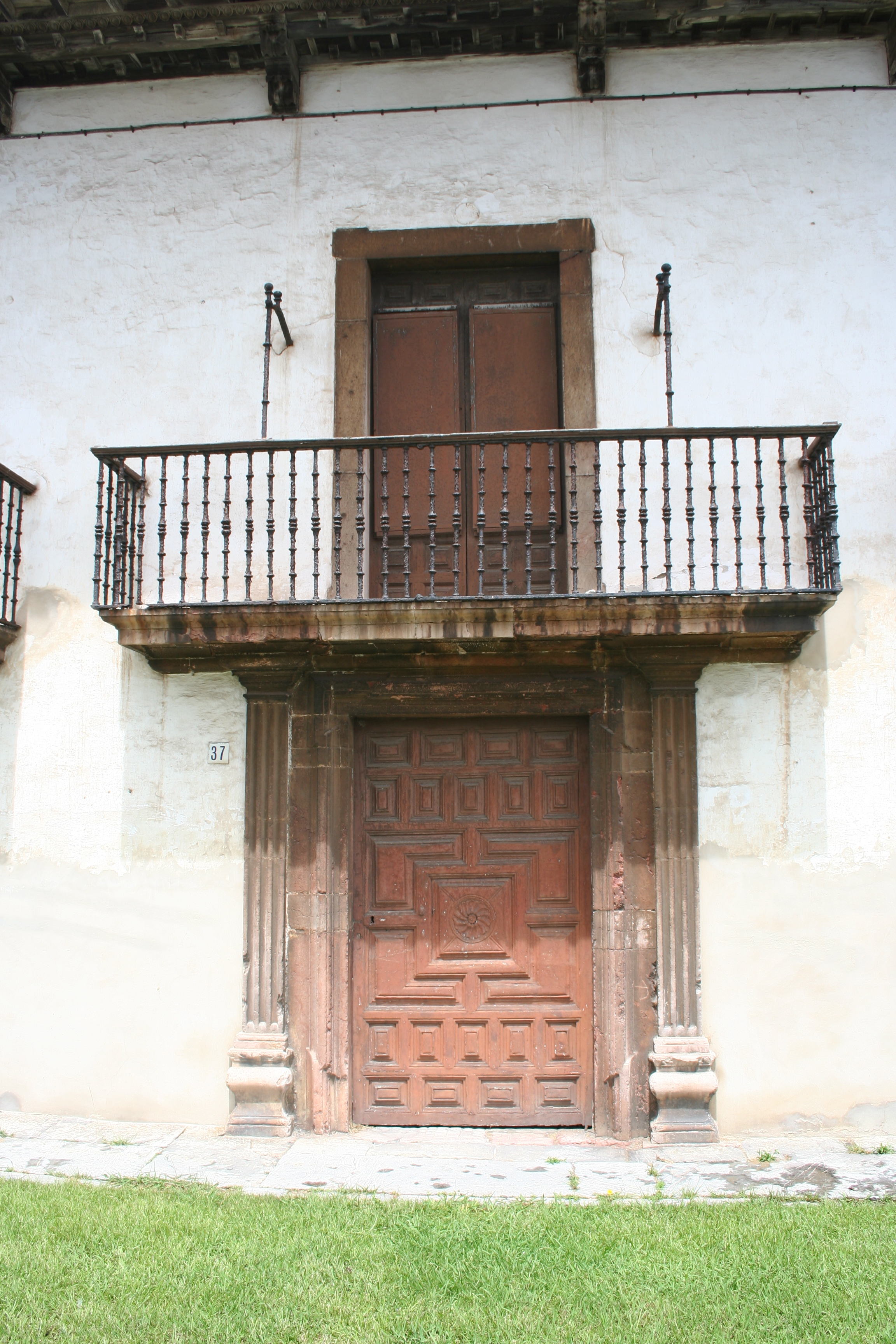
Puerta principal del palacio.
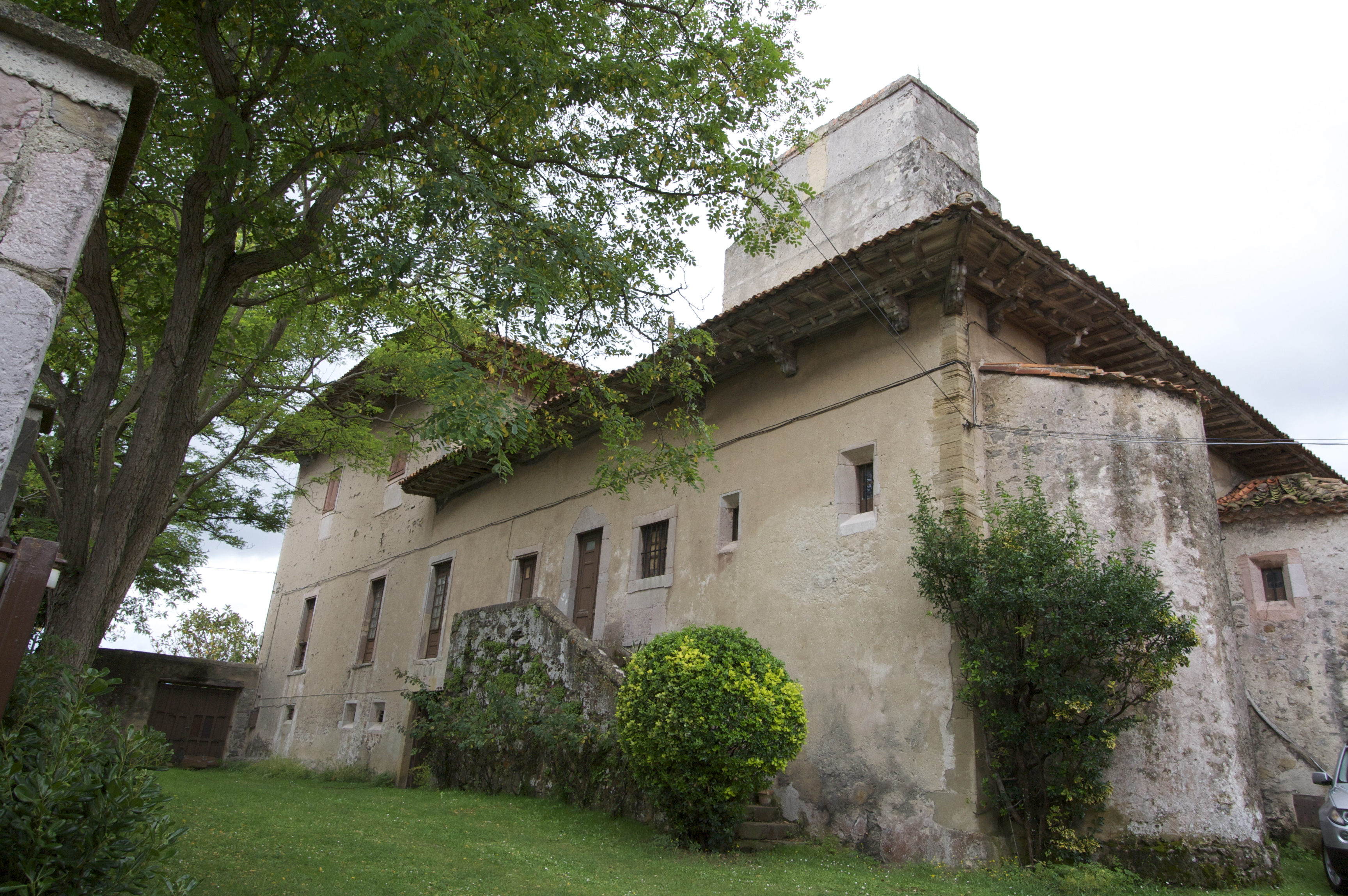
Lateral y parte trasera del palacio.